# واو كارت (آيت علي)
وأو كارت هو دُوَّار يقع بجماعة تابية، إقليم تارودانت، جهة سوس ماسة في المملكة المغربية. ينتمي الدوّار لمشيخة آيت علي التي تضم 38 دوار. يقدر عدد سكانه بـ 14 نسمة حسب الإحصاء الرسمي للسكان والسكنى لسنة 2004.

## روابط خارجية
- البوابة الوطنية للجماعات الترابية
- المندوبية السامية للتخطيط